# Грлич, Райко
Райко Грлич (хорв. Rajko Grlić; род. 2 сентября 1947, Загреб, СФР Югославия) — хорватский кинорежиссёр, кинопродюсер и сценарист. Профессор теории кино в университете Огайо и художественный директор Мотовунского кинофестиваля. Принадлежит к «чешской школе» югославских режиссёров, куда входят Горан Паскалевич, Лордан Зафранович, Эмир Кустурица и Горан Маркович.

## Биография
Родился в 1947 году в Загребе в семье известного хорватского философа Данко Грлича, предки которого (Герлихи) переехала в Загреб в XIX веке из Шварцвальда в Германии. Мать режиссёра, Ева Грлич (урождённая Израэль) происходила из еврейской семьи, переехавшей из Сараево.
Окончил факультет кинематографа Пражской академии исполнительских искусств в то же время, что и Эмир Кустурица, в 1978 году. Во время войны за независимость Хорватии переехал в США.
В 2018 году получил премию Владимира Назора в номинации «Кинематограф» за особые достижения в жизни.

## Фильмография

### Как режиссёр
- Kud puklo da puklo (1974)
- Браво, маэстро (1978)
- Любят только раз (1981)
- U raljama života (1984)
- Для счастья нужны трое (1985)
- Дьявольский рай (1989)
- Чаруга (1991)
- Джозефина (2002)
- Погранзастава (2006)
- Только между нами (2010)
- Конституция хорватской республики (2016)
- Всё закончится здесь (2024)

### Как продюсер
- Kud puklo da puklo (1974)
- U raljama života (1984)
- Для счастья нужны трое (1985)
- Дьявольский рай (1989)
- Чаруга (1991)
- Novo, novo vrijeme (2001)
- Sretno dijete (2004)

## Общественная позиция
В 2017 году Грлич подписал Декларацию об общем языке хорватов, сербов, боснийцев и черногорцев. В 2018 году поддержал украинского режиссёра Олега Сенцова, заключённого в России.